# Lannach
Lannach is een gemeente in de Oostenrijkse deelstaat Stiermarken, en maakt deel uit van het district Deutschlandsberg.
Lannach telt 3.647 inwoners.(stand 1 januari 2022).

## Geografie
Lannach ligt op ongeveer 349 m hoogte en is 19,84 km² groot.
De gemeente omvat de volgende kadastrale gemeentes (stand 31 december 2019):
- Blumegg (316,93 ha)
- Breitenbach (574,54 ha)
- Lannach (471,50 ha)
- Teipl (621,34 ha)

De Gemeente is opgedeeld in de volgende buurten (tussen de haakjes staat het aantal inwoners stand 1 januari 2022):
- Blumegg (682)
- Breitenbach in der Weststeiermark (233)
- Heuholz (479)
- Hötschdorf (356)
- Lannach (1463)
- Sajach (142)
- Teipl (292)

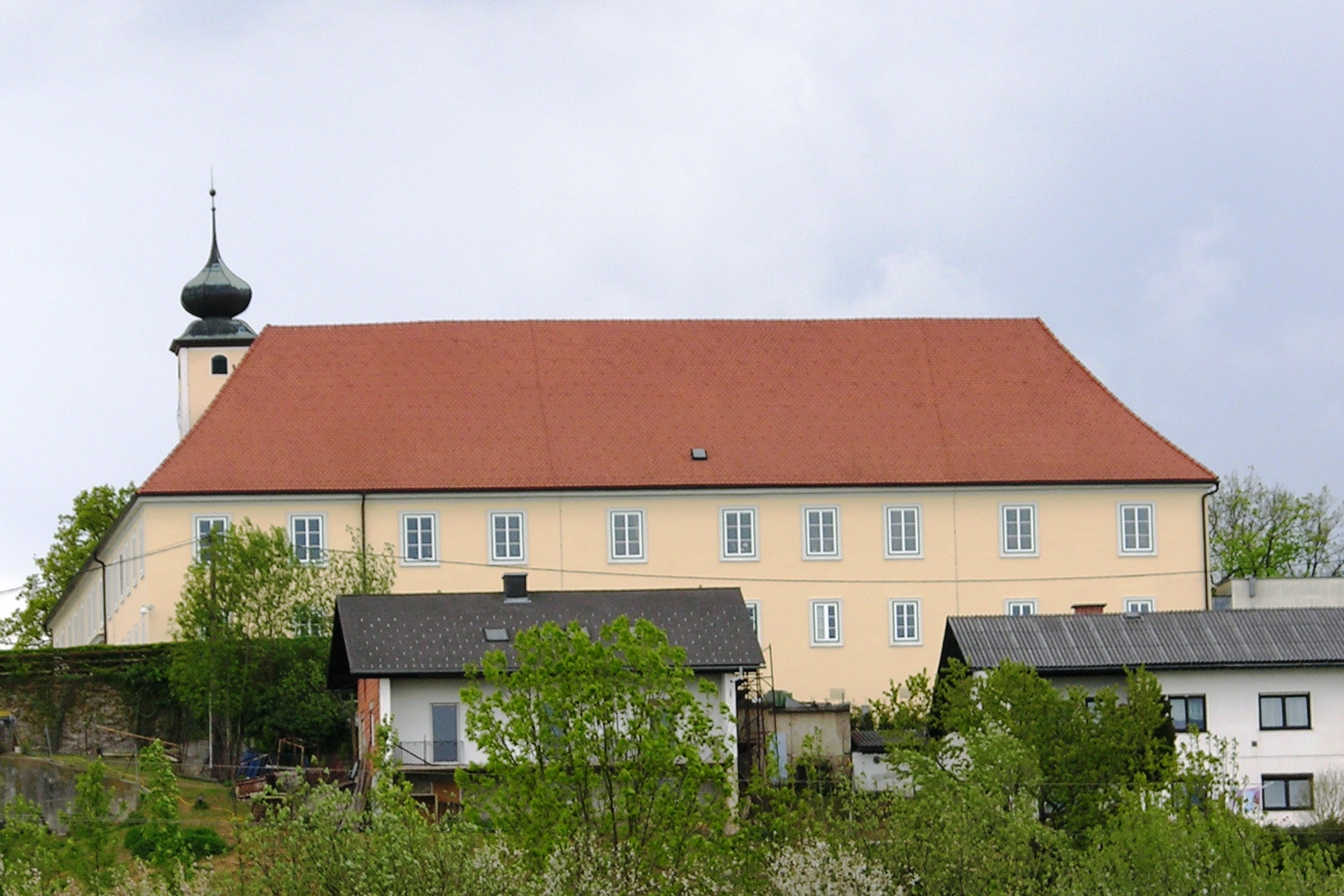
Slot Lannach
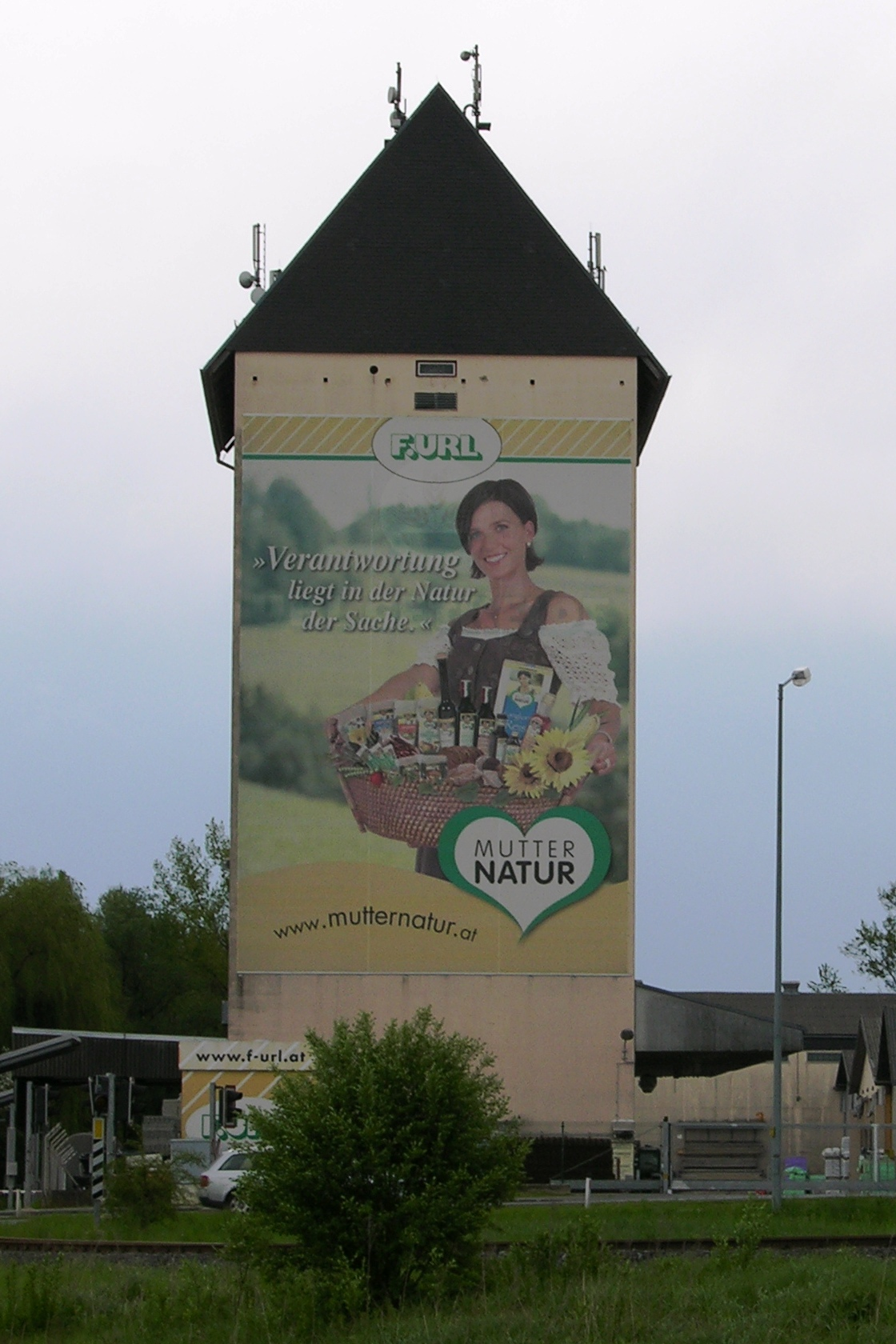
Toren van Lannach

Bad Schwanberg ·
Deutschlandsberg ·
Eibiswald ·
Frauental an der Laßnitz ·
Groß Sankt Florian ·
Lannach ·
Pölfing-Brunn ·
Preding ·
Sankt Josef (Weststeiermark) ·
Sankt Martin im Sulmtal ·
Sankt Peter im Sulmtal ·
Sankt Stefan ob Stainz ·
Stainz ·
Wettmannstätten ·
Wies
- Gemeinsame Normdatei: 4209948-1
- Virtual International Authority File: 244604043